# Pomaderris subcapitata
Pomaderris subcapitata är en brakvedsväxtart som beskrevs av N. A. Wakefield. Pomaderris subcapitata ingår i släktet Pomaderris och familjen brakvedsväxter. Inga underarter finns listade i Catalogue of Life.